# Дом Краснушкина (Таганрог)
Дом Краснушкина  — старинный особняк в Таганроге (Петровская ул. 37, в старой нумерации № 9). Построен предположительно в 1871 году.

## История
Дом был построен предположительно в 1871 году.
Часть 141 квартала от угла Коммерческого переулка в 1879 году принадлежала Захарию Егоровичу Краснушкину (1816—1892), почетному потомственному гражданину Таганрога. Захарий Краснушкин, происходивший из дворянского казачьего рода, дослужился от чина полковника до генерала, войскового старшины Области Войска Донского. Приобретя это имение в центре Таганрога, Захарий Краснушкин построил на этом участке два двухэтажных дома: Петровская 7 на углу и, по соседству, Петровская 9 (в старой нумерации). Разделяли два дома кованные ворота, которые вели к общему подворью.
С 1871 года Краснушкин держал в этом доме магазин от фирмы «Петербургская мануфактурная компания». Торговал мужскими и дамскими сорочками, кофтами из шертинга, платками носовыми, простыми и батистовыми, прочим ходовым товаром. В эти же годы славился размещённый на правах аренды магазин мельхиоровых изделий Геннигера, где особым спросом пользовались мельхиоровые вазы для блинов; торговля А. М. Валлера «Биллефельд», по продаже тканей из чистого льна, и мануфактурный магазин М. С. Бештавовых.
В 1911 году в подворье этого дома располагалась паровая красильня и мастерская по чистке одежды, принадлежащая Данцигеру.
В 1926 году половину здания занимала торговля Н. К. Боярова «Пуговицы и пр.». В 1928 году здесь находился комиссионный магазин, в 1931 — универсальный магазин. В 1933 году в Доме Краснушкина был открыт торговый зал всесоюзного объединения «Торгсин».
31 мая 2015 года на доме в рамках общероссийского проекта «Последний адрес» был установлен знак в память о репрессированном М. М. Бондаренко.

## Архитектурные особенности
Дом Краснушкина представляет собой двухэтажный кирпичный оштукатуренный дом, выполненный в стиле провинциального классицизма с минимумом архитектурных элементов. Первый этаж изначально предназначался для размещения магазинов. Имел три двери и четыре окна. Второй этаж был жилым, вход наверх со двора. По фасаду семь прямоугольных окон.

## Известные обитатели дома
- Бондаренко, Игорь Михайлович (1927—2014) — советский и российский писатель.
- Бондаренко, Михаил Маркович (1905—1938) — советский государственный и партийный деятель[5].
- Краснушкина, Елизавета Захарьевна (1858—1912) — российская художница, мастер гравюры[6][7].

## Современное состояние
Дом Краснушкина, несмотря на все революционные, советские и перестроечные события, сохранился практически в первозданном виде. В первом этаже располагаются магазины. Второй этаж занят квартирами. В рамках реформы ЖКХ здание попало в таганрогскую программу капитального ремонта на 2015 год: были анонсированы ремонт фундамента, внутридомовых инженерных
систем водо- и газоснабжения, ремонт подвальных помещений, ремонт фасада.